# Чар квей тьйоу
Чар квей тьйоу (Китайською: 炒粿條) — смажена рисова локшина. Його можна знайти в кафе, ресторанних центрах або придорожніх кіосках по всьому Малайському півострову, на Малайському архіпелазі та у Південному Китаю. Переклад char означає «смажена», а kway teow — це плоска рисова локшина.
Спочатку ця страва була розповсюджена серед китайських хуацяо у Південно-Східній Азії, а з кінця XX століття набула широкої популярності в регіоні, особливо в Малайзії та Сінгапурі. Пізніше розповсюдилась на інші регіони. Страва має репутацію нездорової їжі, через високий вміст насичених жирів, оскільки традиційно її смажать у свинячому жирі, та подають з хрусткими шкварками зі свинячого сала.
У багатьох міжнародних ресторанах, таких як мережа Cafe Asia в Сполучених Штатах, ця страва подається під назвою «Gway Tiao».

## Історія та етимологія
Цю страву продавали рибалки та фермери, які ввечері пропонували її для вечері прохожим на вулиці, щоб поповнити свій дохід. Високий вміст жиру та низька вартість страви зробили її привабливою для звичайних людей, оскільки вона була дешевим джерелом енергії та поживних речовин.
Термін «Чар квей тьйоу» є транслітерацією китайських ієрогліфів 炒粿條 , коріння страви скоріше за все прийшло з Чаочжоу в китайській провінції Гуандун. Слово квей тьйоу буквально означає «рисові смужки». Немає фіксованого способу написання Чар квей тьйоу, і можна знайти багато варіантів: наприклад, «char kueh teow», «char kuey teow», «char koay teow», «char kueh tiao», «char kuay tiaw», «char kueh tiaw» тощо.
У березні 2021 року орган Малайзії зі стандартизованої малайської мови, офіційно оголосив, що правильним написанням плоскої рисової локшини малайзійською малайською є kuetiau. До речі, kuetiau рідко використовується в Сінгапурі, замість нього використовується kway teow.

## Приготування
Виготовляється з плоскої рисової локшини приблизно 1 см або близько 0,5 см завширшки, з додаванням часнику, соєвого соусу, соусу чилі, цілих креветок, очищених від раковини устриць, нарізаною китайською цибулею, скибочками ковбаси та паростками квасолі. Інші поширені інгредієнти включають яйця, рибні кульки і белачан.
Спочатку розігрівають у великій каструлі олію, додають подрібнений часник, та смажать його до золотистої скоринки. Потім додають локшину та паростки квасолі та обсмажують одну хвилину. Потім додають яйця, соєвий соус, устричний соус і соус чилі і рівномірно обсмажують. Додають креветки, сосиски, рибні кульки (щось одне) та цибулю-порей.
Смажене Чар квей тьйоу зазвичай подають на тарілці з банановим листям, тому що це робить смак більш ароматним.

## Регіональні відмінності
Зазвичай в рецепті страви багато шеф-кухарів вибирають частіше курячі або гусячі яйця, цибулю, часник, креветки, червоних молюсків, китайську ковбасу та шніт-цибулю. У мусульманських варіаціях Чар квей тьйоу не використовується свинячий жир, а замість нього використовується спеціальний соєвий соус, спеції та борошно. Деякі вегетаріанські варіанти використовують яйця, а інші ні.

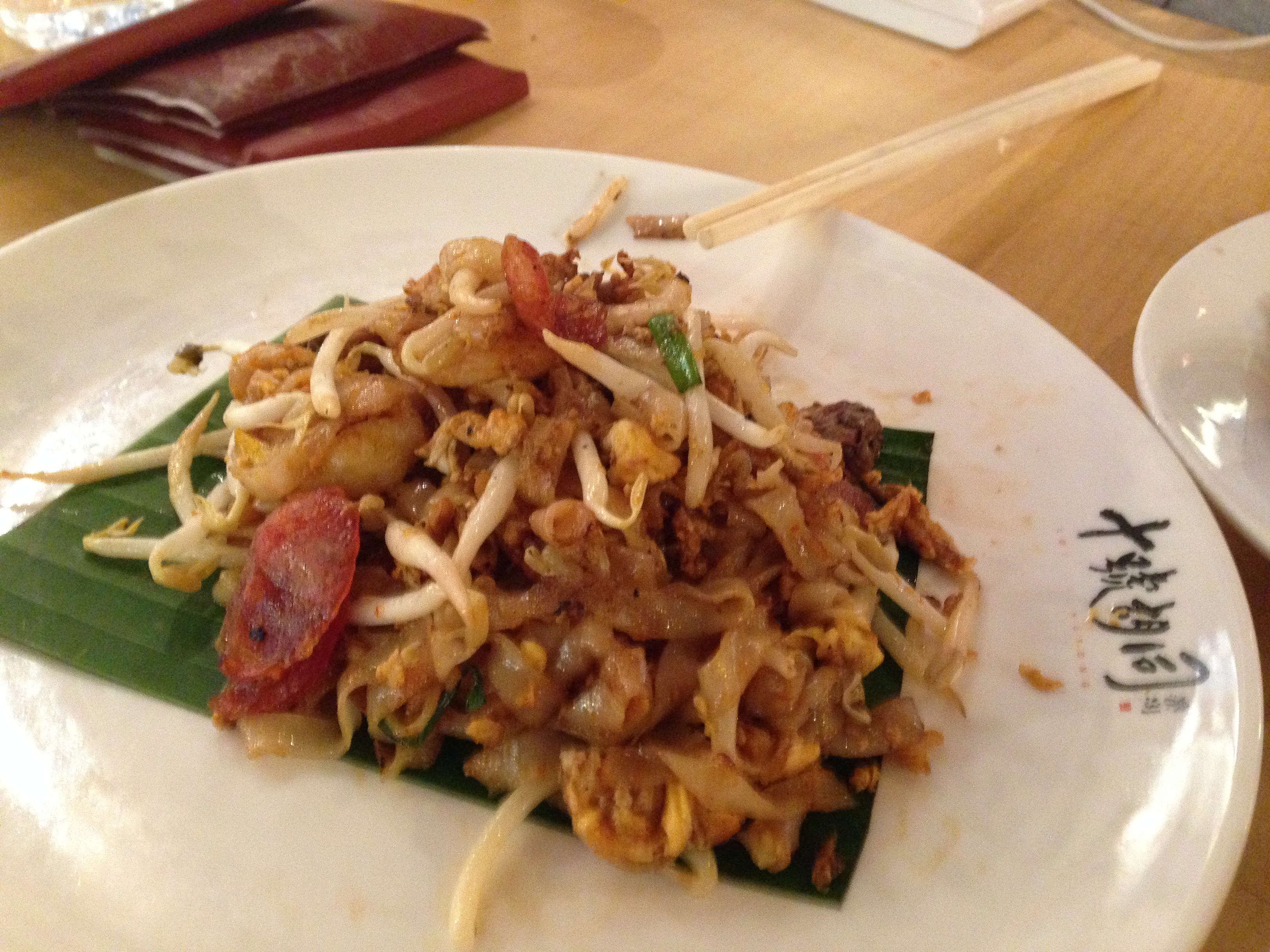
Пенанг Чар квай тьйоу

Чар квей тьйоу у великих містах Малайзії, таких як Іпох і Пенанг мають «гурманські» версії з більшою кількістю морепродуктів, крабового м'яса та качиних яєць. У Пенангу страву зазвичай подають на шматочку бананового листа, що посилює аромат страви.

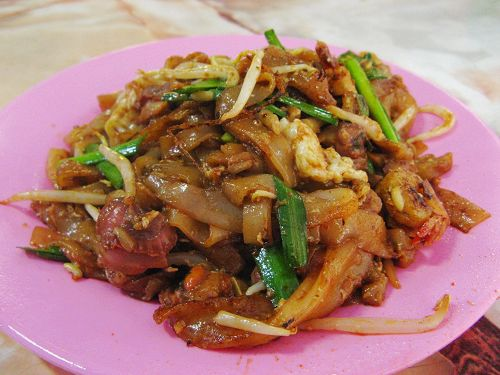
Сінгапурський рецепт Чар квей тьйоу

У Сінгапурі Чар квей тьйоу є популярною недорогою стравою, яку зазвичай їдять на сніданок і продають у продуктових кіосках. Дешеві чар квей тьйоу у складі мають молюски та креветки, тоді як дорожчі включають м'ясо каракатиці, кальмарів і омарів. Сінгапурський рецепт поєднує жовту пшеничну локшину з плоскою рисовою локшиною. Деякі кухарі готують більш корисні для здоров'я версії з додатковими овочами та меншою кількістю олії.
У Сінгапурі традиційний чар квей тьйоу можна знайти в торгових центрах, вони мають більше овочів і менше олії, зелені овочі та паростки квасолі надають йому хрускіт, що робить страву відмінною від інших.
Чар квей тьйоу, який готують в Малайзії та Сінгапурі, виключає сало та продукти зі свинини та може містити альтернативні інгредієнти, такі як яловичина чи курка. Деякі малайські кухарі можуть використовувати молюска кров’яного як основний інгредієнт.

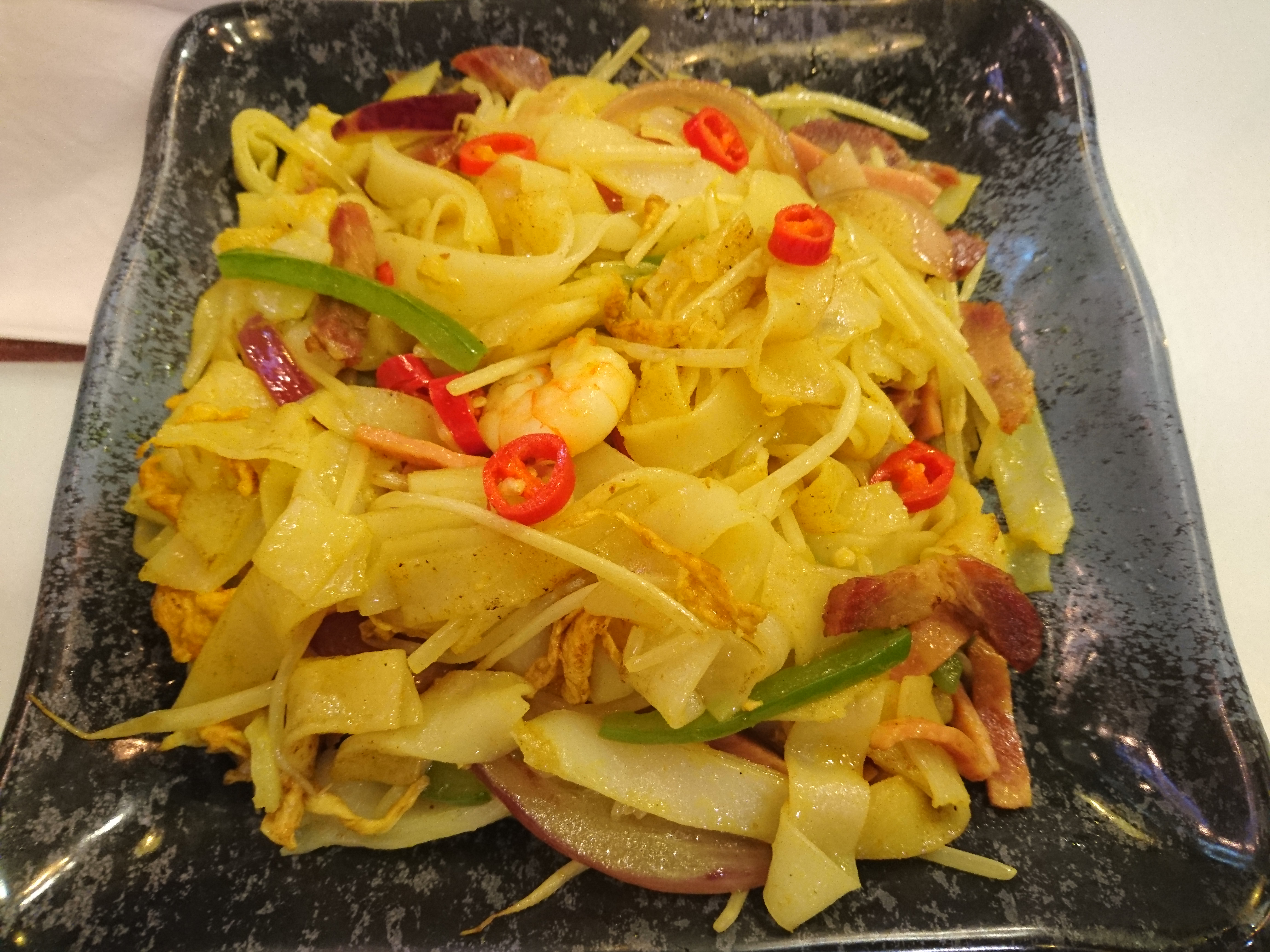
Чар квей тьйоу, Гонконг

У багатьох ресторанах Південно-Східної Азії та в Гонконзі пропонують чар квей тьйоу як заморську фірмову страву: смажена плоска рисова локшина по-китайськи з креветками, маринованою свининою, цибулею та паростками квасолі, приправлена порошком каррі, який робить її яскраво-жовтого кольору.
Різновидом чар квей тьйоу у М'янмі є Bey Katchikai (що означає «ножиці бея»). У цій страві використовується набагато більше перцю та морепродуктів, ніж у чар квей тьйоу в Сінгапурі чи Малайзії. Рисова локшина досить тонка і обсмажена з відвареним жовтим горошком, паростками квасолі, кальмарами, креветками, цибулею та темно-солодким соєвим соусом. Після смаження локшина нарізається ножицями, звідки й походить назва.

## Галерея

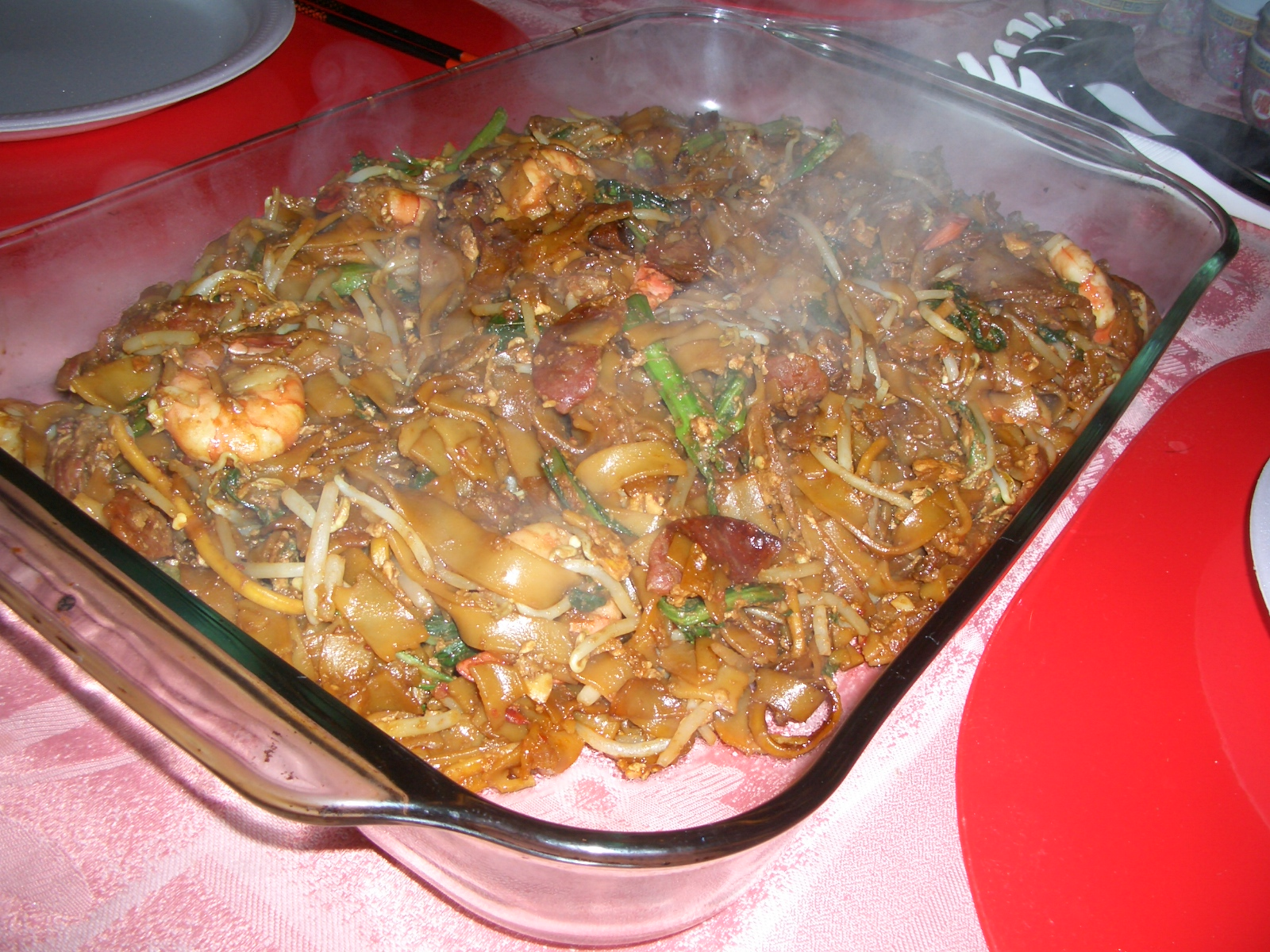
Велика порція Чар квей тьйоу
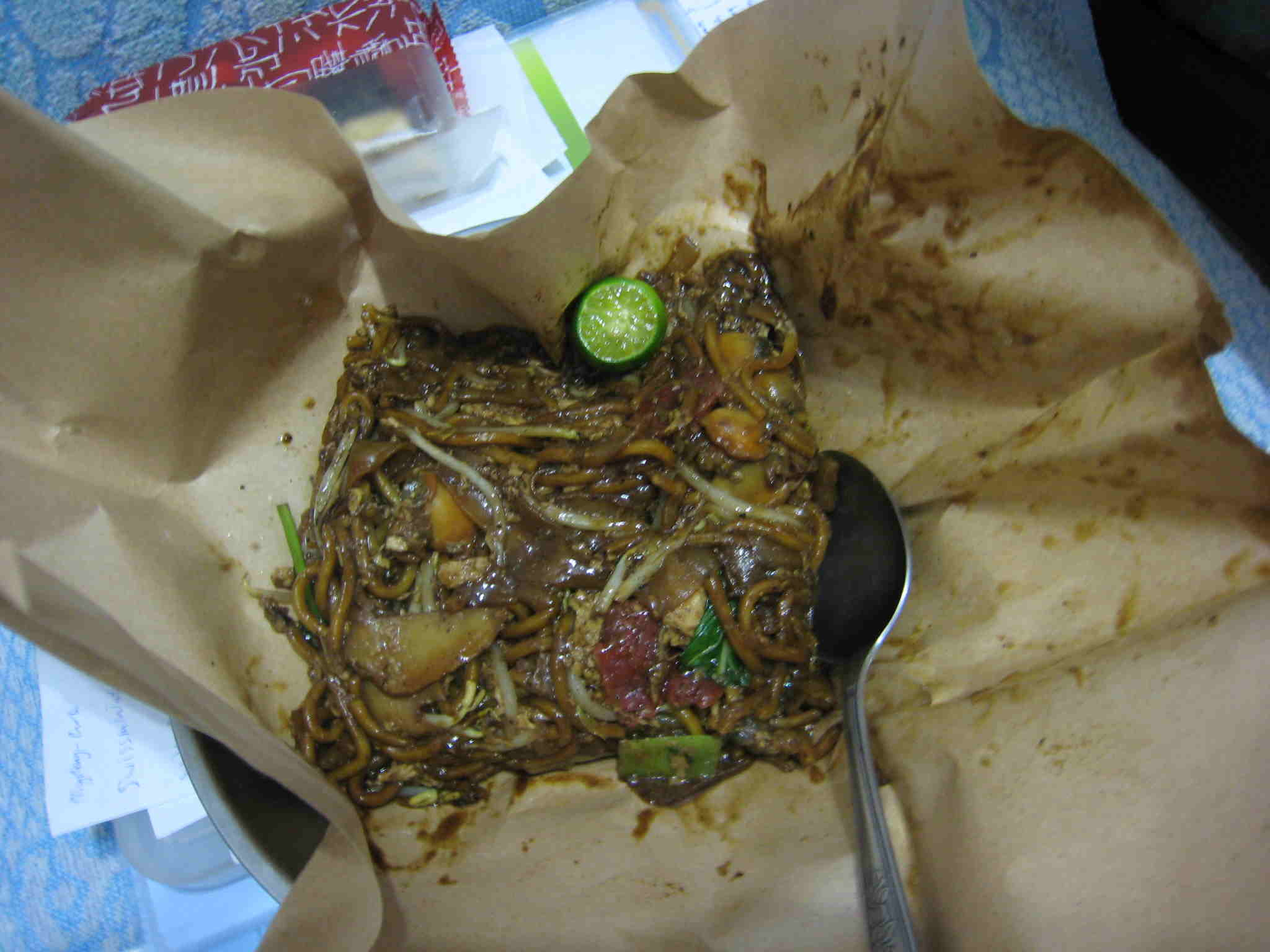
Сингапурський Чар квей тьйоу, приготований із суміші жовтої пшеничної локшини та плоскої рисової локшини
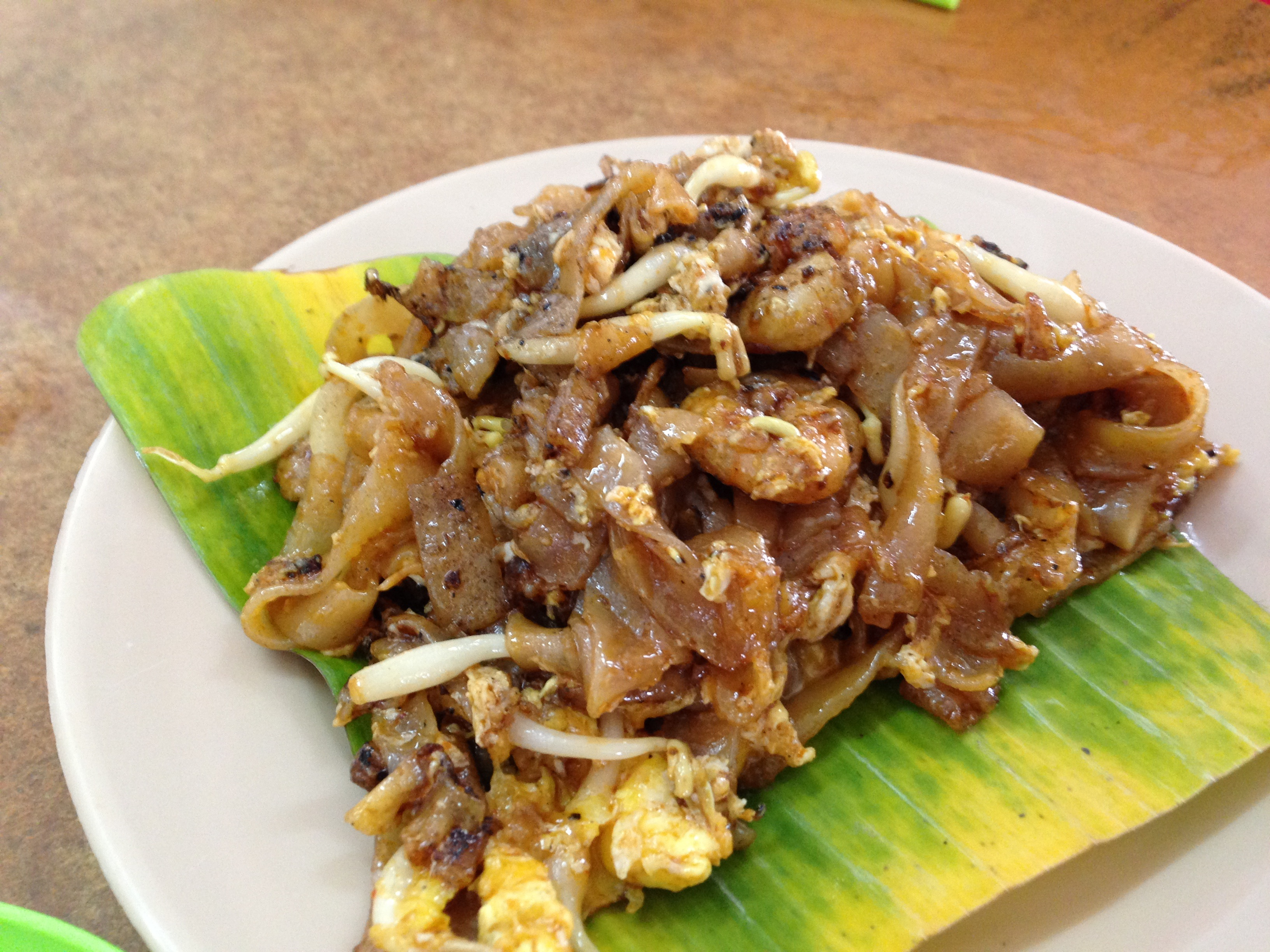
Чар-квай-тео по-пенангськи, тут дають на шматочку бананового листка
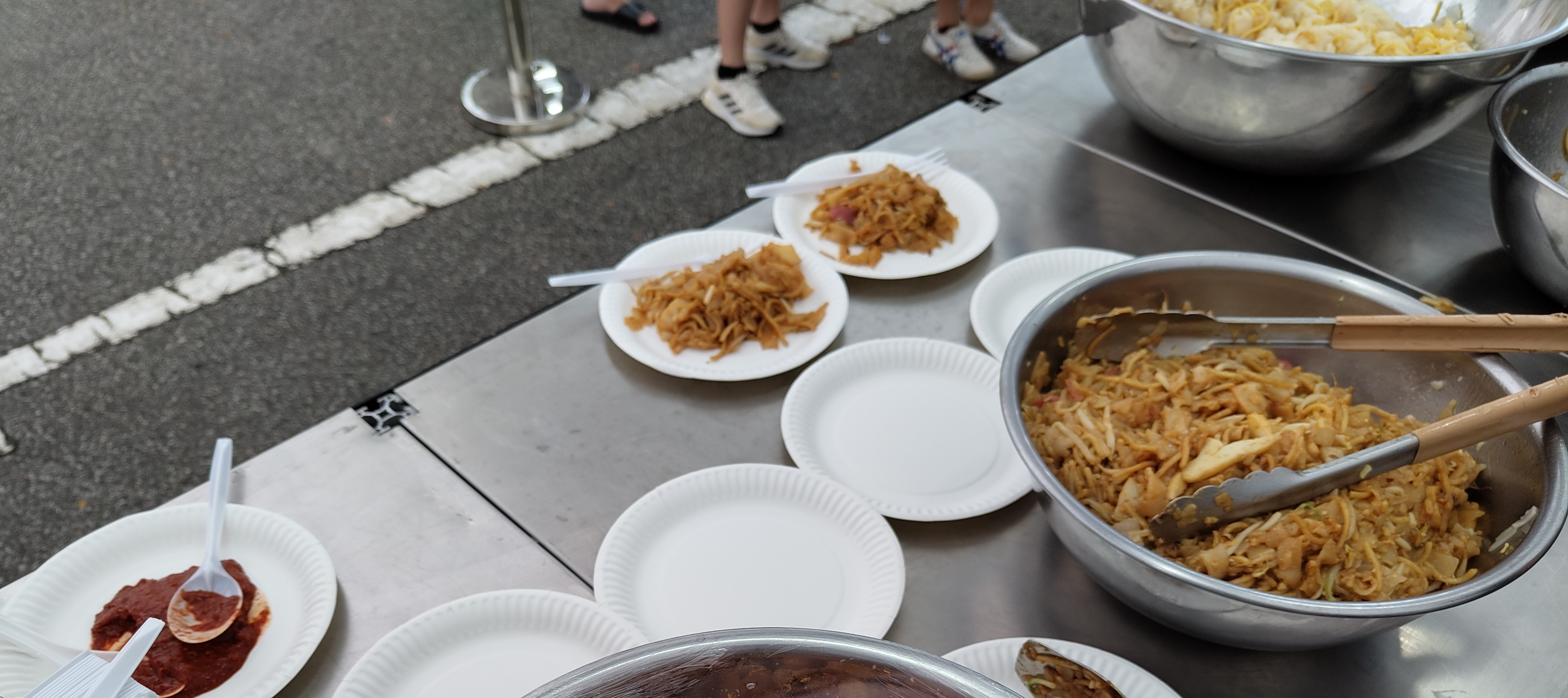
Маленькі тарілки Чар квей тьйоу подають  у Сінгапурі